# Calophyllum aureobrunnescens
Calophyllum aureobrunnescens là một loài thực vật có hoa trong họ Calophyllaceae. Loài này được M.R.Hend. & Wyatt-Sm. mô tả khoa học đầu tiên năm 1956.